# 張藝娜
張藝娜（：／ Jang Ye Na，1989年12月13日—），韓国女子羽毛球运动员。她曾与申白喆以及李紹希赢得亞洲羽毛球錦標賽二次女雙季軍和混雙亚軍。在与金昭映合作期间，曾赢得超級賽总决赛女雙季軍。相比之下，与年轻搭档李紹希先后赢得全英羽毛球公开锦标赛冠軍以及超級賽总决赛季軍更为出色。她同時多次担任國家队主力成員身分连续征战4届優霸盃 （2010年、2012年、2014年和2016年）；其中最为出色的战绩是2010優霸盃的冠軍，亦是她首次成为世界冠军的时刻。然而2届蘇迪曼盃的主力（2015年和2017年），也曾在2017年帮助韩国重夺了苏杯冠軍以及领军二届亚运会女队 （2010年和2014年）。
此外，她在大运会的表现可圈可点，在2011年世界大學生運動會赢得女雙冠軍。在来届比赛中，赢得了世界大學生運動會混合團體和女子雙打的冠軍，亦是成为本届的双冠王。

## 簡歷

### 2008年-2012年 黃金大獎賽夺冠及韩羽赛卫冕
2008年11月，張藝娜与Kim Mi-young出战馬來西亞羽毛球國際挑戰賽，在女双决赛以1比2（21-13、15-21、5-21）不敌队友的裴昇熙/Park Sun-young，赢得亚军。
2010年11月，張藝娜代表韓國参加中国廣州举办的亞運會，助韩国女队赢得女子團體铜牌。
2011年8月，張藝娜代表韓國参加中国深圳举办的世界大學運動會羽毛球比賽，与搭档嚴惠媛赢得女子雙打世大運金牌。同年9月，她与柳延星出战中國羽毛球大師賽，在混双决赛以0比2（13-21、16-21）不敌赛会5号种子、中国的徐晨/马晋，赢得亚军。同年11月，她与嚴惠媛出战澳門羽毛球黃金大獎賽，在女双决赛因自己退赛，赢得亚军。同年12月，她分别与嚴惠媛以及柳延星出战韓國羽毛球黃金大獎賽，在女双决赛以2比0（21-15、21-16）击败了赛会4号种子、新加坡强档的欣塔·穆利亚·萨里/姚蕾，夺得其首个黃金大獎賽女双冠军；而混双决赛以2比0（21-17、21-19）击败了赛会7号种子、队友的金基正/鄭景銀，再次赢得黃金大獎賽混双冠军。
2012年9月，張藝娜与嚴惠媛出战印度尼西亞羽毛球黃金大獎賽，在女双决赛以1比2（12-21、21-12、13-21）不敌赛会头号种子、日本强档的松友美佐紀/高橋禮華，赢得亚军。同年11月，她分别与嚴惠媛以及柳延星出战中國羽毛球首要超級賽，在女双準决赛以1比2（17-21、21-19、13-21）不敌赛会6号种子、日本强档的前田美順/末綱聰子；而混双準决赛以0比2（19-21、13-21）不敌赛会头号种子、东道主的徐晨/马晋。同期11月，她与嚴惠媛出战澳門羽毛球黃金大獎賽，在女双决赛以2比0（21-18、21-16）击败了队友的崔惠仁/金昭映，赢得黃金大獎賽女双冠军。同年12月，她分别与嚴惠媛以及柳延星出战韓國羽毛球黃金大獎賽，在女双决赛以2比0（21-13、21-17）击败了赛会3号种子、晚辈的李紹希/申昇瓚，成功卫冕女双冠军；而混双决赛以1比2（21-11、18-21、23-25）不敌赛会4号种子、队友的申白喆/嚴惠媛，赢得亚军。
2013年7月，張藝娜代表韓國出戰俄羅斯喀山舉行的世界大學生運動會羽毛球比賽，贏得女子雙打和混合團體金牌。

### 2013年-2014年 世大运、世锦赛、亚锦赛及仁川亚运夺银
2013年2月，張藝娜分别与嚴惠媛以及申白喆出战德國羽毛球黃金大獎賽，在女双準决赛以0比2（8-21、14-21）不敌赛会5号种子、中国的马晋/汤金华；而混双决赛以2比1（21-19、19-21、24-22）击败了丹麦强档的安德斯·克里斯蒂安森/茱莉·霍曼，赢得黃金大獎賽混双冠军。同年4月，她与申白喆出战澳洲羽毛球黃金大獎賽，在混双决赛以1比2（14-21、24-22、16-21）不敌赛会3号种子、印尼强档的伊尔凡·法蒂拉赫/维尼·安格莱尼，赢得亚军。同期4月，她与金昭映出战印度羽毛球超級賽，在女双準决赛以0比2（18-21、12-21）不敌赛会2号种子、奥运季军的克里斯汀娜·彼德森/卡米拉·吕特·尤尔。同年6月，她与申白喆出战新加坡羽毛球超級賽，在混双準决赛以0比2（13-21、17-21）不敌队友的柳延星/嚴惠媛。同年7月，她代表夏季世界大學運動會，助韩国队赢得混合團體金牌；此外，还与搭档的金昭映赢得女子雙打金牌，亦是本届大运会双冠王得主。同年8月，她參加中國廣州舉行的世界羽毛球錦標賽，分別與柳延星和嚴惠媛出戰混合雙打及女子雙打項目。混合雙打方面，她與柳延星被列為11號種子，於首圈輪空後，第二圈先以2比0力克瑞典組合晉級；第三圈面對7號種子、泰國組合戍革·普拉帕卡莫、莎拉丽·桑松卡姆，亦以2比0（21-14、21-13）勝出；但至半準決賽，他們終以0比2（12-21、20-22）不敵2號種子、中國的张楠/赵芸蕾，8強止步。女雙打方面，她與嚴惠媛表现出色。她與嚴惠媛列為8號種子，在半决賽，以2比0（21-16、21-19）打败奥运冠军赵芸蕾/田卿成功闯进决賽。同年9月，她与申白喆出战中華台北羽毛球黃金大獎賽，在混双决赛以2比1（22-20、12-21、21-16）击败了队友的柳延星/嚴惠媛，赢得黃金大獎賽混双冠军。同期9月，她与金昭映出战中國羽毛球大師賽，在女双準决赛以0比2（18-21、13-21）不敌赛会2号种子、中国的马晋/汤金华。同年10月，她与金昭映出战法國羽毛球超級賽，在女双準决赛以1比2（21-16、17-21、10-21）不敌赛会5号种子、中国的田卿/赵芸蕾。同年11月，她分别与金昭映以及柳延星出战韓國羽毛球黃金大獎賽，在女双决赛以2比0（21-15、21-12）击败了赛会2号种子、队友的高我羅/柳海媛，实现了该项目的三连冠；而混双决赛以2比0（21-13、21-11）击败了队友的姜志旭/崔惠仁，赢得黃金大獎賽混双冠军。同年12月，他与金昭映出战世界羽聯超級系列賽總決賽，在小组赛阶段分别击败了日本的松友美佐紀/高橋禮華以及印尼的皮娅·泽巴迪娅·贝尔纳德特/里基·艾美莉雅·普拉蒂普塔，唯有输给了中国的马晋/汤金华；在準決賽以0比2（12-21、18-21）不敌奥运季军的克里斯汀娜·彼德森/卡米拉·吕特·尤尔。
2014年3月，張藝娜与金昭映出战瑞士羽毛球黃金大獎賽，在女双準决赛以0比2（12-21、16-21）不敌赛会2号种子、中国的包宜鑫/汤金华。同年4月，她参加本国举办的亞洲羽毛球錦標賽，与搭档的申白喆被列为赛会4号种子，故在第一圈轮空；在第二圈以2比0（21-18、21-19）横扫中国的王懿律/区冬妮；在八强中，表现出色以2比0（21-14、21-14）轻取中国香港的陳潤龍/謝影雪；四强中，延续姿态以2比0（21-11、21-12）横扫赛会2号种子、泰国强档的戍革·普拉帕卡莫/莎拉丽·桑松卡姆；在决赛中，激战三局以1比2（21-13、15-21、15-21）不敌赛会3号种子、中国香港强档的李晉熙/周凱華，赢得亚锦赛混合双打亚军。同年5月，她入选優霸盃的双打主力，助韩国队赢得女子團體季军。同年6月，她与金昭映出战日本羽毛球超級1賽，在女双準决赛以0比2（9-21、17-21）不敌赛会3号种子、日本强档的松友美佐紀/高橋禮華。同期6月，她与金昭映出战印尼羽毛球首要超級賽，在女双準决赛以0比2（20-22、20-22）不敌中国的马晋/唐渊渟。同年9月，她代表韩国参加本国举办的亞洲運動會羽毛球比賽，助韩国女队赢得女子團體银牌。同年11月，她分别与柳海媛以及申白喆出战韓國羽毛球大獎賽，在女双决赛因自己退赛，赢得亚军；而混双决赛也退赛，赢得亚军。

### 2015年-2016年 新老时代：大獎賽及首要超級賽夺冠
2015年2月，張藝娜与柳海媛出战德國羽毛球黃金大獎賽，在女双準决赛以0比2（15-21、18-21）不敌赛会2号种子、奥运季军的克里斯汀娜·彼德森/卡米拉·吕特·尤尔。同年3月，她与鄭景銀出战馬來西亞羽毛球首要超級賽，在女双决赛以0比2（18-21、9-21）不敌赛会3号种子、中国的骆赢/骆羽。同年5月，她入选蘇迪曼盃的女双主力，助韩国队赢得混合團體季军。同年9月，她与新搭档的李紹希出战韓國羽毛球超級賽，在女双决赛以0比2（15-21、18-21）不敌赛会6号种子、亚洲冠军的尼蒂娅·克里欣达·马赫斯瓦里/格雷西娅·波利，赢得亚军。同年9月，她与李紹希出战泰國羽毛球黃金大獎賽，在女双决赛以1比2（22-20、11-21、15-21）不敌中国的黄东萍/李茵晖，赢得亚军。同年11月，她与李紹希出战韓國羽毛球大師賽，在女双决赛以2比1（21-7、16-21、21-19）击败了赛会6号种子、队友的鄭景銀/申昇瓚，夺得其首个大獎賽女双冠军。同期11月，她与李紹希出战中國羽毛球首要超級賽，在女双準决赛以0比2（18-21、17-21）不敌赛会头号种子、日本强档的松友美佐紀/高橋禮華。同样11月，她与柳延星出战香港羽毛球超級賽，在混双準决赛以0比2（20-22、17-21）不敌赛会头号种子、中国的张楠/赵芸蕾。同年12月，她与李紹希出战美國羽毛球大獎賽，在女双决赛以1比2（22-24、21-18、12-21）不敌队友的鄭景銀/申昇瓚，赢得亚军。同期12月，她与李紹希出战墨西哥城羽毛球大獎賽，在女双準决赛以1比2（16-21、21-12、19-21）不敌泰国强档的普蒂塔·素帕猜恭/沙西丽·德拉达那猜。
2016年1月，張藝娜与李紹希出战馬來西亞羽毛球大師賽，在女双準决赛以0比2（12-21、8-21）不敌赛会6号种子、中国的唐渊渟/于洋。同期1月，她与李紹希出战印度羽毛球黃金大獎賽，在女双準决赛以0比2（17-21、8-21）不敌赛会3号种子、荷兰强档的埃菲耶·穆斯肯斯/塞莱娜·皮克。同年2月，她代表韩国参加印度海得拉巴举办的亞洲羽毛球團體錦標賽，助球队赢得女子團體季军。同年3月，她与李紹希出战紐西蘭羽毛球黃金大獎賽，在女双决赛以0比2（13-21、16-21）不敌日本强档的福島由紀/廣田彩花，赢得亚军。同年4月，她参加中国湖北省武汉市举办的亞洲羽毛球錦標賽，他与搭档的李紹希在首圈以2比0（21-15、21-11）轻取印度的瓦拉·古塔/阿什维尼·蓬纳帕；在次圈，直落两局以2比0（21-17、21-13）拿下日本强档的福島由紀/廣田彩花；八强中，表现出色以2比0（21-18、21-10）击败了赛会4号种子、中国的田卿/赵芸蕾；四强中，直落两局以0比2（16-21、19-21）不敌赛会头号种子、日本强档的松友美佐紀/高橋禮華，赢得亚锦赛女子双打季军。同年5月，她入选優霸盃女双主力，助韩国队赢得女子團體亚军。同年9月，她与李紹希出战韓國羽毛球超級賽，在女双準决赛以0比2（21-23、15-21）不敌赛会头号种子、奥运季军的鄭景銀/申昇瓚。同年10月，她与李紹希出战法國羽毛球超級賽，在女双决赛以0比2（16-21、17-21）不敌中国的陈清晨/贾一凡，赢得亚军。同年11月，她与李紹希出战中國羽毛球首要超級賽，在女双决赛以2比1（13-21、21-14、21-17）击败了中国的黄东萍/李茵晖，赢得羽球生涯首座首要超級賽女双冠军。同年12月，她与李紹希出战世界羽聯超級系列賽總決賽，在小组赛阶段分别击败了中国的骆赢/骆羽以及日本的福万尚子/與猶胡桃，唯有输给了奥运冠军的松友美佐紀/高橋禮華，但仍然以小组次名出线；在準決賽以0比2（21-23、20-22）不敌中国的陈清晨/贾一凡。

### 2017年-2018年 全英赛夺冠
2017年2月，張藝娜参加越南胡志明市举办的亞洲羽毛球混合團體錦標賽，助球队赢得混合團體亚军。同年3月，她与李紹希出战全英羽毛球首要超級賽，在女双决赛以2比0（21-18、21-13）击败了赛会2号种子、奥运季军的克里斯汀娜·彼德森/卡米拉·吕特·尤尔，首次赢得全英赛女双冠军。同年4月，她与李紹希出战馬來西亞羽毛球首要超級賽，在女双準决赛以1比2（20-22、21-18、16-21）不敌中国的黄雅琼/汤金华。同期4月，她与李紹希出战新加坡羽毛球超級賽，在女双準决赛以0比2（26-28、11-21）不敌赛会2号种子、奥运季军的卡米拉·吕特·尤尔/克里斯汀娜·彼德森。同样4月，她参加中国湖北省武汉市举办的亞洲羽毛球錦標賽，她与李紹希被列为赛会3号种子，在首圈以2比0（21-14、21-8）轻取中国香港的吳芷柔/楊雅婷；在次圈，表现出色以2比0（21-16、21-18）击败了日本强档的田中志穗/米元小春；在八强中，激战三局以2比1（21-13、18-21、24-22）力克赛会5号种子、中国的骆赢/骆羽；在四强中，直落两局以0比2（14-21、10-21）不敌赛会头号种子、奥运冠军的松友美佐紀/高橋禮華，赢得亚锦赛女子双打季军。同年5月，她入选蘇迪曼盃的女双主力，助韩国队重夺混合團體冠军。同年6月，她与李紹希出战印尼羽毛球首要超級賽，在女双决赛以1比2（19-21、21-15、10-21）不敌赛会5号种子、中国的陈清晨/贾一凡，赢得亚军。同年8月，她參加苏格兰格拉斯哥舉行的世界羽毛球錦標賽，她和李紹希出戰女子双打項目。她與李紹希以3號種子身分出戰，故在首圈輪空；但在次圈以2比0（21-6、21-14）横扫跨国组合的纳迪亚·范克豪泽 /莎娜达莎·莎妮鲁。在第三圈，以2-1（18-21、21-12、22-20）逆转了赛会12號種子韩国同胞的蔡侑玎 /金昭映。八强中，面对赛会9號種子日本次号的福島由紀/廣田彩花，激战三局以1-2 （14-21、27-25、19-21）惜败于对手，8强止步。同年9月，她与李紹希出战韓國羽毛球超級賽，在女双决赛以0比2（11-21、15-21）不敌中国的黄雅琼/于小含，赢得亚军。同年10月，她与鄭景銀出战丹麥羽毛球首要超級賽，在女双準决赛以0比2（9-21、20-22）不敌晚辈的李紹希/申昇瓚。
2018年2月，張藝娜参加马来西亚亞羅士打举办的亞洲羽毛球團體錦標賽，助球队赢得女子團體季军。

## 主要比賽成績
只列出曾進入準決賽的國際賽事成績：
| 年份   | 賽事                       | 公開賽級別 | 項目     | 搭檔         | 成績   |
| ------ | -------------------------- | ---------- | -------- | ------------ | ------ |
| 2008年 | 馬來西亞羽毛球國際挑戰賽   | 國際挑戰賽 | 女子雙打 | Kim Mi-young | 亞軍   |
| 2010年 | 亞洲運動會羽毛球比賽       | 其他       | 女子團體 | -            | 铜牌   |
| 2011年 | 世界大學運動會羽毛球比賽   | 其他       | 女子雙打 | 嚴惠媛       | 冠軍   |
| 2011年 | 中國羽毛球大師賽           | 超級賽     | 混合雙打 | 柳延星       | 亞軍   |
| 2011年 | 澳門羽毛球黃金大獎賽       | 黃金大獎賽 | 女子雙打 | 嚴惠媛       | 亞軍   |
| 2011年 | 韓國羽毛球黃金大獎賽       | 黃金大獎賽 | 女子雙打 | 嚴惠媛       | 冠軍   |
| 2011年 | 韓國羽毛球黃金大獎賽       | 黃金大獎賽 | 混合雙打 | 柳延星       | 冠軍   |
| 2012年 | 印度尼西亞羽毛球黃金大獎賽 | 黃金大獎賽 | 女子雙打 | 嚴惠媛       | 亞軍   |
| 2012年 | 中國羽毛球首要超級賽       | 首要超級賽 | 女子雙打 | 嚴惠媛       | 準決賽 |
| 2012年 | 中國羽毛球首要超級賽       | 首要超級賽 | 混合雙打 | 柳延星       | 準決賽 |
| 2012年 | 澳門羽毛球黃金大獎賽       | 黃金大獎賽 | 女子雙打 | 嚴惠媛       | 冠軍   |
| 2012年 | 韓國羽毛球黃金大獎賽       | 黃金大獎賽 | 女子雙打 | 嚴惠媛       | 冠軍   |
| 2012年 | 韓國羽毛球黃金大獎賽       | 黃金大獎賽 | 混合雙打 | 柳延星       | 亞軍   |
| 2013年 | 德國羽毛球黃金大獎賽       | 黃金大獎賽 | 女子雙打 | 嚴惠媛       | 準決賽 |
| 2013年 | 德國羽毛球黃金大獎賽       | 黃金大獎賽 | 混合雙打 | 申白喆       | 冠軍   |
| 2013年 | 澳洲羽毛球黃金大獎賽       | 黃金大獎賽 | 混合雙打 | 申白喆       | 亞軍   |
| 2013年 | 印度羽毛球超級賽           | 超級賽     | 女子雙打 | 金昭映       | 準決賽 |
| 2013年 | 新加坡羽毛球超級賽         | 超級賽     | 混合雙打 | 申白喆       | 準決賽 |
| 2013年 | 世界大學運動會羽毛球比賽   | 其他       | 混合團體 | －           | 金牌   |
| 2013年 | 世界大學運動會羽毛球比賽   | 其他       | 女子雙打 | 金昭映       | 金牌   |
| 2013年 | 世界羽毛球錦標賽           | 其他       | 女子雙打 | 嚴惠媛       | 亞軍   |
| 2013年 | 中華台北羽毛球黃金大獎賽   | 黃金大獎賽 | 混合雙打 | 申白喆       | 冠軍   |
| 2013年 | 中國羽毛球大師賽           | 超級賽     | 女子雙打 | 金昭映       | 準決賽 |
| 2013年 | 法國羽毛球超級賽           | 超級賽     | 女子雙打 | 金昭映       | 準決賽 |
| 2013年 | 韓國羽毛球黃金大獎賽       | 黃金大獎賽 | 女子雙打 | 金昭映       | 冠軍   |
| 2013年 | 韓國羽毛球黃金大獎賽       | 黃金大獎賽 | 混合雙打 | 柳延星       | 冠軍   |
| 2013年 | 世界羽聯超級系列賽總決賽   | 首要超級賽 | 女子雙打 | 金昭映       | 準決賽 |
| 2014年 | 瑞士羽毛球黃金大獎賽       | 黃金大獎賽 | 女子雙打 | 金昭映       | 準決賽 |
| 2014年 | 亞洲羽毛球錦標賽           | 其他       | 混合雙打 | 申白喆       | 亞軍   |
| 2014年 | 優霸盃                     | 其他       | 女子團體 | －           | 準決賽 |
| 2014年 | 日本羽毛球超級賽           | 超級賽     | 女子雙打 | 金昭映       | 準決賽 |
| 2014年 | 印尼羽毛球首要超級賽       | 首要超級賽 | 女子雙打 | 金昭映       | 準決賽 |
| 2014年 | 亞洲運動會羽毛球比賽       | 其他       | 女子團體 | －           | 銀牌   |
| 2014年 | 韓國羽毛球大獎賽           | 大獎賽     | 女子雙打 | 柳海媛       | 亞軍   |
| 2014年 | 韓國羽毛球大獎賽           | 大獎賽     | 混合雙打 | 申白喆       | 亞軍   |
| 2015年 | 德國羽毛球黃金大獎賽       | 黃金大獎賽 | 女子雙打 | 柳海媛       | 準決賽 |
| 2015年 | 馬來西亞羽毛球首要超級賽   | 首要超級賽 | 女子雙打 | 鄭景銀       | 亞軍   |
| 2015年 | 蘇迪曼盃                   | 其他       | 混合團體 | －           | 季軍   |
| 2015年 | 韓國羽毛球超級賽           | 超級賽     | 女子雙打 | 李紹希       | 亞軍   |
| 2015年 | 泰國羽毛球黃金大獎賽       | 黃金大獎賽 | 女子雙打 | 李紹希       | 亞軍   |
| 2015年 | 韓國羽毛球大師賽           | 大獎賽     | 女子雙打 | 李紹希       | 冠軍   |
| 2015年 | 中國羽毛球首要超級賽       | 首要超級賽 | 女子雙打 | 李紹希       | 準決賽 |
| 2015年 | 香港羽毛球超級賽           | 超級賽     | 混合雙打 | 柳延星       | 準決賽 |
| 2015年 | 美國羽毛球大獎賽           | 大獎賽     | 女子雙打 | 李紹希       | 亞軍   |
| 2015年 | 墨西哥城羽毛球大獎賽       | 大獎賽     | 女子雙打 | 李紹希       | 準決賽 |
| 2016年 | 馬來西亞羽毛球大師賽       | 黃金大獎賽 | 女子雙打 | 李紹希       | 準決賽 |
| 2016年 | 印度羽毛球黃金大獎賽       | 黃金大獎賽 | 女子雙打 | 李紹希       | 準決賽 |
| 2016年 | 亞洲羽毛球團體錦標賽       | 其他       | 女子團體 | －           | 季軍   |
| 2016年 | 紐西蘭羽毛球黃金大獎賽     | 黃金大獎賽 | 女子雙打 | 李紹希       | 亞軍   |
| 2016年 | 亞洲羽毛球錦標賽           | 其他       | 女子雙打 | 李紹希       | 季軍   |
| 2016年 | 優霸盃                     | 其他       | 女子團體 | －           | 亞軍   |
| 2016年 | 韓國羽毛球超級賽           | 超級賽     | 女子雙打 | 李紹希       | 準決賽 |
| 2016年 | 法國羽毛球超級賽           | 超級賽     | 女子雙打 | 李紹希       | 亞軍   |
| 2016年 | 中國羽毛球首要超級賽       | 首要超級賽 | 女子雙打 | 李紹希       | 冠軍   |
| 2016年 | 世界羽聯超級系列賽總決賽   | 首要超級賽 | 女子雙打 | 李紹希       | 準決賽 |
| 2017年 | 亞洲羽毛球混合團體錦標賽   | 其他       | 混合團體 | －           | 亞軍   |
| 2017年 | 全英羽毛球首要超級賽       | 首要超級賽 | 女子雙打 | 李紹希       | 冠軍   |
| 2017年 | 馬來西亞羽毛球首要超級賽   | 首要超級賽 | 女子雙打 | 李紹希       | 準決賽 |
| 2017年 | 新加坡羽毛球超級賽         | 超級賽     | 女子雙打 | 李紹希       | 準決賽 |
| 2017年 | 亞洲羽毛球錦標賽           | 其他       | 女子雙打 | 李紹希       | 季軍   |
| 2017年 | 蘇迪曼盃                   | 其他       | 混合團體 | －           | 冠軍   |
| 2017年 | 印尼羽毛球首要超級賽       | 首要超級賽 | 女子雙打 | 李紹希       | 亞軍   |
| 2017年 | 韓國羽毛球超級賽           | 超級賽     | 女子雙打 | 李紹希       | 亞軍   |
| 2017年 | 丹麥羽毛球首要超級賽       | 首要超級賽 | 女子雙打 | 鄭景銀       | 準決賽 |
| 2018年 | 亞洲羽毛球團體錦標賽       | 其他       | 女子團體 | －           | 季軍   |
| 2018年 | 德國羽毛球公開賽           | 超級300賽  | 女子雙打 | 金慧麟       | 準決賽 |
| 2018年 | 韓國羽毛球大師賽           | 超級300賽  | 女子雙打 | 鄭景銀       | 冠軍   |
| 2019年 | 瑞士羽毛球公開賽           | 超級300賽  | 女子雙打 | 鄭景銀       | 冠軍   |
| 2019年 | 馬來西亞羽毛球公開賽       | 超級750賽  | 女子雙打 | 鄭景銀       | 準決賽 |
| 2019年 | 加拿大羽毛球公開賽         | 超級100賽  | 女子雙打 | 金慧麟       | 亞軍   |
| 2019年 | 泰國羽毛球公開賽           | 超級500賽  | 女子雙打 | 金慧麟       | 準決賽 |
| 2019年 | 中國羽毛球公開賽           | 超級1000賽 | 女子雙打 | 金慧麟       | 準決賽 |
| 2019年 | 香港羽毛球公開賽           | 超級500賽  | 女子雙打 | 金慧麟       | 亞軍   |
| 2019年 | 賽義德·莫迪羽毛球國際賽    | 超級300賽  | 女子雙打 | 金慧麟       | 亞軍   |
| 2020年 | 泰國羽毛球大師賽           | 超級300賽  | 女子雙打 | 金慧麟       | 準決賽 |
| 2020年 | 亞洲羽毛球團體錦標賽       | 其他       | 女子團體 | －           | 亞軍   |
| 2022年 | 韓國羽毛球公開賽           | 超級500賽  | 女子雙打 | 鄭景銀       | 準決賽 |

| 2007-2017年 | 首要超級賽 | 超級賽 | 黃金大獎賽 | 大獎賽 | 國際挑戰賽 | 國際系列賽 | 未來系列賽 | 其他 |

| 2018-2026年 | 總決賽 | 超級1000賽 | 超級750賽 | 超級500賽 | 超級300賽 | 超級100賽 | 國際挑戰賽 | 國際系列賽 | 未來系列賽 | 其他 |

### 世界冠軍頭銜
張藝娜在羽毛球生涯中共奪得2項羽毛球世界冠軍頭銜。
| 賽事     | 奪冠次數 | 年份               |
| -------- | -------- | ------------------ |
| 尤伯杯   | 1        | 2010年（女子團體） |
| 蘇迪曼盃 | 1        | 2017年（混合團體） |
| 總計     | 2        |                    |

### 奧運會和世錦賽參賽紀錄
|          | 搭檔   | 2013 | 2014 | 2015 | 2016 | 2017 |
| -------- | ------ | ---- | ---- | ---- | ---- | ---- |
| 女子雙打 | 嚴惠媛 | 亞軍 | －   | －   | －   | －   |
| 女子雙打 | 金昭映 | －   | 8強  | －   | －   | －   |
| 女子雙打 | 鄭景銀 | －   | －   | 16強 | －   | －   |
| 女子雙打 | 李紹希 | －   | －   | －   | 8強  | 8強  |
|          |        |      |      |      |      |      |
| 混合雙打 | 柳延星 | 8強  | －   | －   | －   | －   |
| 混合雙打 | 申白喆 | －   | －   | 32強 | －   | －   |